# Brassaiopsis resecta
Brassaiopsis resecta är en araliaväxtart som först beskrevs av Friedrich Anton Wilhelm Miquel, och fick sitt nu gällande namn av Hans-Joachim Esser och Jebb. Brassaiopsis resecta ingår i släktet Brassaiopsis och familjen Araliaceae. Inga underarter finns listade.